# Teatre La Massa
El Teatre La Massa és un espai teatral situat a la població de Vilassar de Dalt (Maresme).

## Història
A mitjan segle xix, en l'espai ocupat actualment per l'edifici del cafè, ja hi havia una sala teatral. Aquesta, amb el pas dels anys, quedà petita i en mal estat de conservació. El 1880, es constituí la Societat del Teatre de Vilassar per a la construcció d'un nou teatre i establiment de begudes en aquell espai, ampliat amb una antiga quadra de telers que hi havia darrere. És la darrera obra de Rafael Guastavino a Catalunya. L'edifici fou inaugurat el 13 de març de 1881, poc després que ja havia emigrat als Estats Units. Té una gran cúpula de volta catalana que en cobreix el pati de butaques.

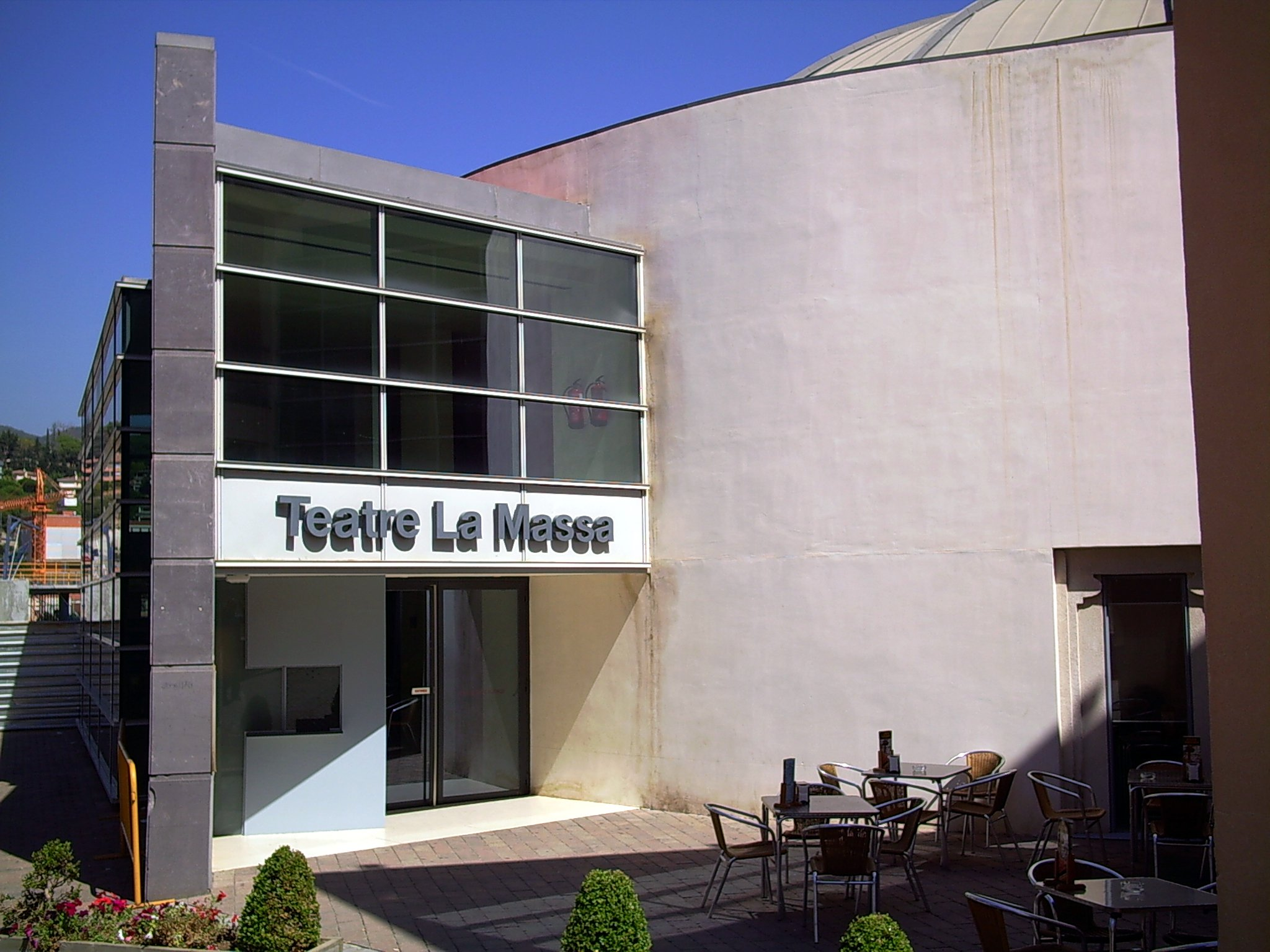
L'entrada del Teatre La Massa de Vilassar de Dalt

El teatre fou l'eix social i cultural de la vila fins a finals del segle xx. El 1905 s'hi instal·là el primer cinematògraf local. Després d'un primer intent frustrat de restauració iniciat el 1988, el teatre va entrar en un període de desús. El 1999, se'n va reprendre la restauració amb un projecte dels arquitectes Ignasi de Solà-Morales, Lluís Dilmé i Xavier Fabré. El teatre es va reinaugurar l'abril de 2002. El 2017 es va millorar l'entrada del teatre, gràcies al mecenes Pere Altimira.

## Capacitat
- Platea: 246 localitats.
- Llotges platea: 98 localitats.
- Circular platea: 54 localitats.
- Amfiteatre llotges: 98 localitats.
- Total: 496 localitats.